# Wojciech Jakubiak
Wojciech Jakubiak (ur. 22 czerwca 1996 w Słupsku) – polski koszykarz występujący na pozycji rozgrywającego lub rzucającego obrońcy. Reprezentant Polski do lat 16, uczestnik mistrzostw Europy w tej kategorii wiekowej. Brązowy medalista mistrzostw Polski w sezonie 2014/2015, obecnie zawodnik KKS Tura Bielsk Podlaski.

## Życiorys

### Kariera klubowa

#### Czarni Słupsk (do 2015)
Jakubiak jest wychowankiem Czarnych Słupsk. Z drużynami juniorskimi tego klubu zdobywał medale mistrzostw Polski w juniorskich kategoriach wiekowych (podczas turniejów tych otrzymywał także wyróżnienia indywidualne). W sierpniu 2012 roku podpisał sześcioletni kontrakt (z możliwością jego rozwiązania po 3 latach) z pierwszym zespołem Czarnych.
Na centralnym szczeblu rozgrywkowym zadebiutował w sezonie 2012/2013, rozgrywając 3 spotkania w Polskiej Lidze Koszykówki, w których zdobył 2 punkty. W kolejnych rozgrywkach (2013/2014) wystąpił w 7 meczach PLK, w których nie zdobył punktu. W sezonie 2014/2015 zagrał w 3 spotkaniach najwyższej klasy rozgrywkowej, ponownie nie zdobywając punktu. W ostatnim z tych sezonów (2014/2015) wraz z Czarnymi zdobył brązowy medal PLK.
W czasie gry dla pierwszego zespołu Czarnych występował także w drużynie SSK Kobylnica, grającym wówczas w III lidze.

#### Śląsk Wrocław (od 2015)
Latem 2015 roku został koszykarzem Śląska Wrocław, z którym podpisał pięcioletni kontrakt. W sezonie 2015/2016, oprócz gry w pierwszym zespole tego klubu, grającym w najwyższej klasie rozgrywkowej, występował także w jego pierwszoligowych rezerwach. W barwach pierwszego zespołu w sezonie 2015/2016 rozegrał 12 meczów w PLK, zdobywając łącznie 23 punkty i 12 zbiórek. Z kolei w rezerwach wystąpił w 27 spotkaniach I ligi, zdobywając przeciętnie po 7,5 punktu, 2 asysty i 1,8 zbiórki.

### Kariera reprezentacyjna
W 2012 roku, wraz z reprezentacją Polski do lat 16, wystąpił w mistrzostwach Europy w tej kategorii wiekowej, na których polska kadra zajęła 6. miejsce – Jakubiak podczas tego turnieju zdobywał średnio po 1,4 punktu, 0,9 zbiórki i 0,6 asysty na mecz.

## Życie prywatne
Wojciech Jakubiak jest synem Roberta Jakubiaka, trenera koszykówki i polityka Sojuszu Lewicy Demokratycznej.